# BlacKkKlansman
BlacKkKlansman (bra: Infiltrado na Klan; prt: BlacKkKlansman: O Infiltrado) é um filme estadunidense de 2018, dos gêneros drama biográfico-policial e suspense, dirigido por Spike Lee, com roteiro dele, Charlie Wachtel, David Rabinowitz e Kevin Wilmott baseado no livro autobiográfico Black Klansman: Race, Hate, and the Undercover Investigation of a Lifetime, de Ron Stallworth.
Estrelado por John David Washington, Adam Driver, Laura Harrier e Topher Grace, o filme tem sua trama ambientada no Colorado em 1972, e conta a história dum detetive afro-americano que se infiltra na Ku Klux Klan para expor seus crimes.

## Elenco
- John David Washington como detetive Ron Stallworth
- Adam Driver como o detetive Philip "Flip" Zimmerman
- Laura Harrier como Patrice Dumas
- Topher Grace como David Duke
- Jasper Pääkkönen como Felix Kendrickson
- Ryan Eggold como Walter Breachway
- Paul Walter Hauser como Ivanhoe
- Ashlie Atkinson como Connie Kendrickson
- Corey Hawkins como Kwame Ture
- Michael Buscemi como Jimmy Creek
- Ken Garito como sargento Trapp
- Robert John Burke como o Chefe Bridges
- Frederick Weller como o patrulheiro Andy Landers
- Nicholas Turturro como Walker
- Harry Belafonte como Jerome Turner
- Alec Baldwin como o Dr. Kennebrew Beauregard
- Isiah Whitlock Jr. como o Sr. Turrentine
- Damaris Lewis como Odetta

## Produção

### Desenvolvimento
Em 2015, Shaun Redick, produtor de cinema, trouxe o livro Black Klansman, de Ron Stallworth, para a QC Entertainment, onde eles começaram a adaptá-lo a um roteiro de cinema. Após o sucesso do filme Get Out de 2017, que o QC também ajudou a produzir, a QC juntou-se novamente à empresa de Jason Blum, a Blumhouse Productions, e à empresa de Jordan Peele, a Monkeypaw Productions, para ajudar a produzir o filme. Em setembro daquele ano, foi anunciado que Spike Lee havia sido contratado para dirigir e John David Washington estava em negociações para estrelar. No mês seguinte, Adam Driver, Laura Harrier, Topher Grace e Corey Hawkins juntaram-se ao elenco. Em novembro, Paul Walter Hauser, Jasper Pääkkönen e Ryan Eggold se juntaram ao elenco com Ashlie Atkinson se juntando um mês depois.

### Filmagens
As filmagens começaram em outubro de 2017, ocorrendo em Ossining, Nova York, em 22 de outubro.

## Lançamento

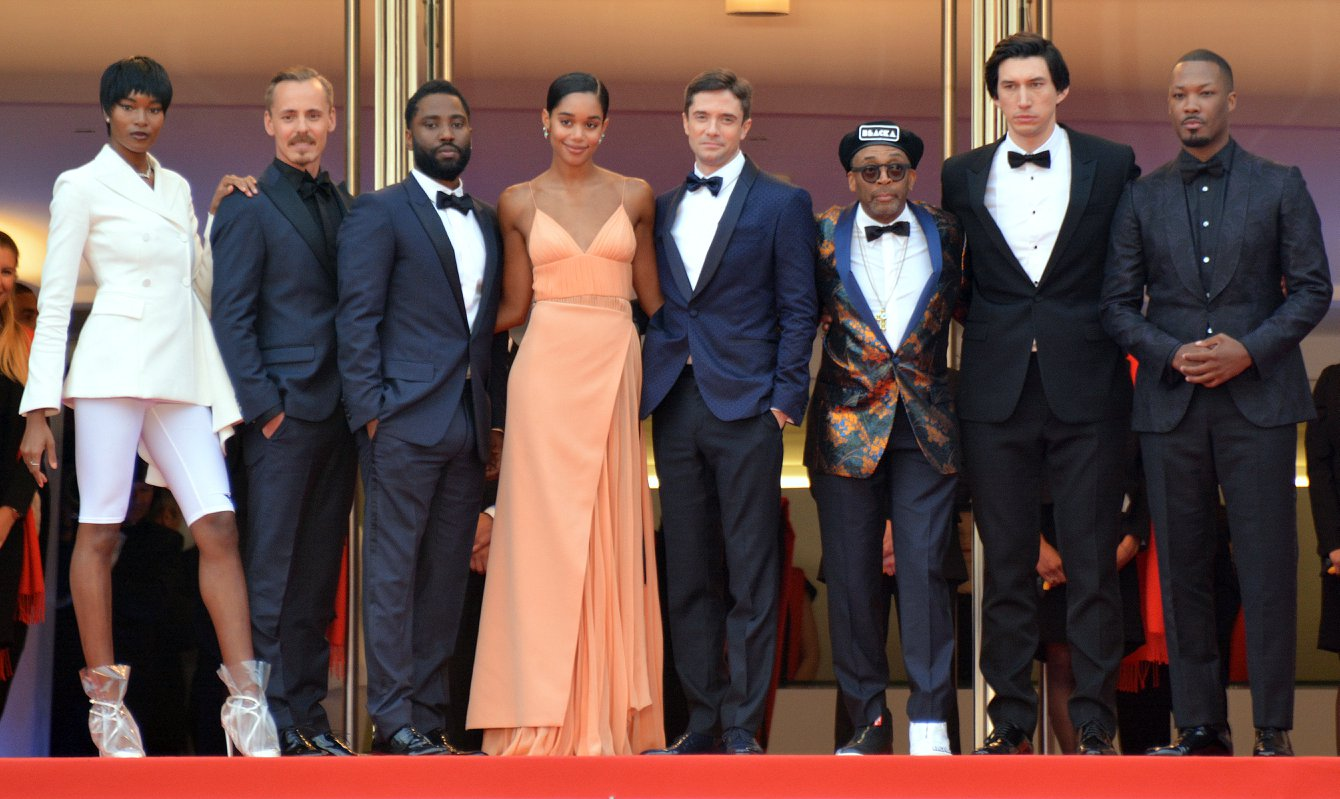
Lee e o elenco no Festival de Cinema de Cannes de 2018

Em 12 de abril de 2018, o filme foi selecionado para competir pela Palma de Ouro no Festival de Cannes de 2018, onde estreou em 14 de maio de 2018. Está programado para um lançamento em larga escala nos EUA em 10 de agosto de 2018, que foi escolhido para coincidir com o aniversário de um ano dos tumultos em Charlottesville.

## Recepção

### Bilheteria
BlacKkKlansman arrecadou US$ 48,5 milhões nos Estados Unidos e no Canadá, e US$ 40,9 milhões em outros territórios, para um total bruto mundial de US$ 89,5 milhões, contra um orçamento de produção de US$ 15 milhões. Nos Estados Unidos e Canadá, BlacKkKlansman foi lançado ao lado de Slender Man e The Meg, e foi projetado para arrecadar cerca de US$ 10 milhões de 1.512 cinemas em seu fim de semana de estréia. Arrecadou US$ 3,6 milhões em seu primeiro dia (incluindo US$ 670.000 das prévias da noite de quinta-feira). Ele estreou para US$ 10,8 milhões, terminando em quinto nas bilheterias e marcando o melhor final de semana de Lee desde Inside Man ($ 29 milhões) em 2006. Ele faturou US$ 7,4 milhões no segundo final de semana e US$ 5,3 milhões no terceiro, terminando em sétimo e oitavo, respectivamente.

### Resposta crítica
No site de agregação de revisão Rotten Tomatoes, o filme tem uma classificação de aprovação de 95% com base em 337 avaliações, com uma classificação média de 8,3/10. O consenso crítico do site diz: "BlacKkKlansman usa a história para oferecer comentários mordazes sobre os eventos atuais - e destaca alguns dos trabalhos mais difíceis de Spike Lee em décadas ao longo do caminho." No Metacritic, que atribui uma classificação normalizada às resenhas, o filme tem uma pontuação média ponderada de 83 em 100, com base em 56 críticos, indicando "aclamação universal".
Peter Bradshaw do The Guardian deu ao filme três de cinco estrelas, escrevendo: "É um espetáculo divertido, mas o brilhante equilíbrio tonal em algo como a sátira de Jordan Peele, Get Out, deixa isso um pouco exposto. No entanto, responde ferozmente, com desprezo no coração do regime Trump e alegremente paga de volta em sua própria moeda." Para IndieWire, David Ehrlich deu ao filme um grau de "B+" e escreveu que é "muito mais assustador do que é engraçado" e "embala tais assuntos pesados e ultra-relevantes na forma de uma noite descontroladamente descontrolada mas consistentemente divertida no cinema."
A. O. Scott, escrevendo para o The New York Times, viu o filme como tanto político quanto provocativo ao abrir discussões sobre temas oportunos depois de Charlottesville. Ele afirmou: "Os anti-racistas comprometidos podem sentar-se quietamente ou rir educadamente quando as coisas odiosas são ditas. Epítetos proferidos em ironia podem ser repetidos a sério. A coisa mais chocante sobre a impostura de Flip (papel de detetive disfarçado de Adam Driver) é o quão fácil parece, o quão natural soa. Essa autenticidade desconcertante é, em parte, uma prova da capacidade do Sr. Driver de colocar um desempenho dentro de outro, mas também atesta uma verdade austera e desconfortável. Talvez nem todos que são brancos sejam racistas, mas o racismo é o que nos torna brancos. Não durma neste filme."
Em sua resenha para o Vulture, David Edelstein achou o filme um potente antídoto para filmes anteriores, que Lee vê como indevidamente favoráveis ao ponto de vista racista no passado, como The Birth of a Nation, de Griffith. Ele afirmou: "O próprio Lee tem uma veia propagandista, e ele sabe que nada nunca vendeu a mensagem de emasculação branca e a necessidade existencial de manter negros assim como o filme de 1915 de Griffith. Reviveu o Klan e — insulto à injúria — ainda é considerado um marco do cinema narrativo. Se não houvesse outra razão para fazer BlackkKlansman, este seria bom o suficiente."
O cineasta Boots Riley, cuja estréia no cinema, Sorry to Bother You, também estreou em 2018, foi ao Twitter em 17 de agosto para criticar o filme por sua perspectiva política. Enquanto Riley reconheceu o trabalho do filme como "magistral" e citou Lee como uma grande influência em seu próprio trabalho, ele sentiu que o filme foi desonestamente comercializado como uma história verdadeira, e criticou suas tentativas de "fazer um policial o protagonista na luta contra a opressão racista", quando os negros americanos enfrentam o racismo estrutural "da polícia no dia-a-dia". Em particular, Riley alegou que o filme encobriu o tempo que Stallworth passou trabalhando para a COINTELPRO para "sabotar uma organização radical negra", e se opôs às escolhas do filme para retratar o parceiro de Stallworth como judeu e para documentar um bombardeio "para fazer a polícia parecer heróis". Lee respondeu em entrevista ao The Times em 24 de agosto, afirmando que, embora seus filmes "tenham sido muito críticos em relação à polícia ... Eu nunca vou dizer que todos os policiais são corruptos, que todos os policiais odeiam pessoas de cor."

## Prêmios e indicações
| Prêmio/evento           | Categoria                     | Recipiente                                                              | Resultado |
| ----------------------- | ----------------------------- | ----------------------------------------------------------------------- | --------- |
| Oscar 2019              | Melhor filme                  | Sean McKittrick, Jason Blum, Raymond Mansfield, Jordan Peele, Spike Lee | Indicado  |
| Oscar 2019              | Melhor direção                | Spike Lee                                                               | Indicado  |
| Oscar 2019              | Melhor ator coadjuvante       | Adam Driver                                                             | Indicado  |
| Oscar 2019              | Melhor roteiro adaptado       | Charlie Wachtel, David Rabinowitz, Kevin Willmott, Spike Lee            | Venceu    |
| Oscar 2019              | Melhor trilha sonora original | Terence Blanchard                                                       | Indicado  |
| Oscar 2019              | Melhor edição                 | Barry Alexander Brown                                                   | Indicado  |
| Globo de Ouro 2019      | Melhor filme - drama          | Sean McKittrick, Jason Blum, Raymond Mansfield, Jordan Peele, Spike Lee | Indicado  |
| Globo de Ouro 2019      | Melhor direção                | Spike Lee                                                               | Indicado  |
| Globo de Ouro 2019      | Melhor ator em filme - drama  | John David Washington                                                   | Indicado  |
| Globo de Ouro 2019      | Melhor ator coadjuvante       | Adam Driver                                                             | Indicado  |
| BAFTA 2019              | Melhor roteiro adaptado       | Spike Lee, David Rabinowitz, Charlie Wachtel, Kevin Willmott            | Venceu    |
| BAFTA 2019              | Melhor filme                  | Jason Blum, Spike Lee, Raymond Mansfield, Sean McKittrick, Jordan Peele | Indicado  |
| BAFTA 2019              | Melhor direção                | Spike Lee                                                               | Indicado  |
| BAFTA 2019              | Melhor trilha sonora          | Terence Blanchard                                                       | Indicado  |
| BAFTA 2019              | Melhor ator coadjuvante       | Adam Driver                                                             | Indicado  |
| Festival de Cannes 2018 | Grande Prêmio                 | Grande Prêmio                                                           | Venceu    |
| Festival de Cannes 2018 | Palma de Ouro (melhor filme)  | Jason Blum, Spike Lee, Raymond Mansfield, Sean McKittrick, Jordan Peele | Indicado  |

Lee foi indicado ao prêmio de melhor diretor pela Directors Guild of America, e os produtores foram indicados ao prêmio Producers Guild of America de melhor filme.
O filme também foi indicado para quatro Critics Choice Awards, incluindo melhor filme, sete Satellite Awards, incluindo melhor diretor, e três Prémios Screen Actors Guild, incluindo o de melhor ator para Washington. O American Film Institute também o incluiu em seus 10 melhores filmes do ano.